# Ekeberg (Oslo)
Ekeberg ist ein plateauartiger Höhenzug sowie ein Stadtviertel in der norwegischen Hauptstadt Oslo. Ekeberg liegt im Stadtteil Nordstrand.

## Lage
Ekeberg liegt südöstlich des Osloer Stadtzentrums und der Bucht Bjørvika, im Osten des Oslofjords, und macht den Norden des Stadtteils Nordstrand aus. Im Norden grenzt das Stadtviertel Gamlebyen an Ekeberg an. Den höchsten Punkt des Plateaus bildet der Brannfjell im Südosten mit einer Höhe von 207 moh. Aufgrund seiner Lage bildet Ekeberg einen beliebten Aussichtspunkt für die Stadt.

## Geschichte und Bebauung

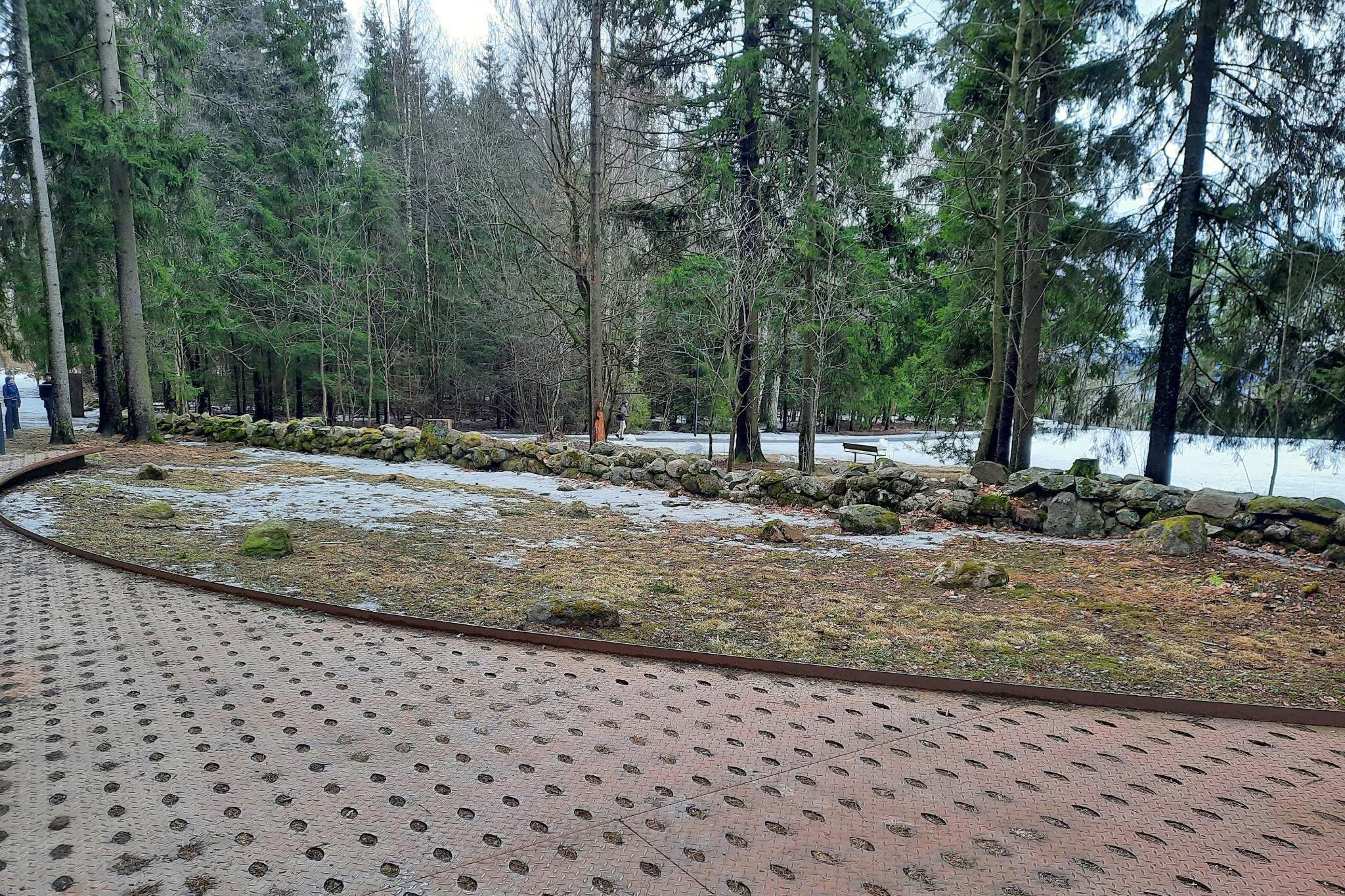
Schiffsgrab von Ekeberg

Im Jahr 1915 wurden die steinzeitlichen Felsritzungen am Ekeberg entdeckt. Im Mittelalter gehörte der Großteil des heutigen Stadtviertels Ekeberg zum Hof Ekeberg. Bis in die 1860er-Jahre führte die Hauptverbindung von Oslo nach Østfold und nach Schweden über den Ekeberg. Ab 1924 entstand im Nordosten das Wohngebiet Ekeberg hageby mit rund 190 Einfamilienhäusern. Im Osten entwickelte sich in den 1940er-Jahren das Wohnviertel Lille Ekeberg, nachdem das Gebiet im Jahr 1917 von der Kommune aufgekauft worden war. Der Rest des Grunds ging 1933 an die Kommune über. Ein großer Teil des Areals wurde 1937 für Freiflächen, Sportanlagen und Spielplätze eingeplant. Im Westen des Höhenzugs befindet sich ein Villenviertel.
Vor dem Zweiten Weltkrieg hatten die norwegischen Luftstreitkräfte (Luftforsvaret) einen Stützpunkt in der Ekebergsletta, der plateauartigen Ebene auf dem Ekeberg. Auch die deutschen Besatzer ließen sich dort mit ihrer Luftwaffe sowie mit weiteren militärischen Einrichtungen nieder. Heute fungiert die Ekebergsletta hauptsächlich als Naherholungsgebiet.

## Verkehr
Im Jahr 1917 nahm die Vorortbahn Ekebergbanen ihren Betrieb auf. Sie führt auf der Ekeberg-Westseite vom Stadtviertel Gamlebyen nach Ljabru. Der Ekebergtunnel, ein Straßentunnel, der die Europastraße 18 (E18) mit der Europastraße 6 (E6) verbindet, wurde im Jahr 1995 für den Verkehr geöffnet. Der Tunnel führt im Norden durch den Ekeberg und wurde gebaut, um den Durchgangsverkehr in Gamle Oslo zu verringern.

## Name
Der Name Ekeberg leitet sich vom altnordischen Namen Eikaberg ab. Dieser setzt sich aus den beiden Bestandteilen eik (deutsch Eiche) und -berg zusammen.

## Kunst

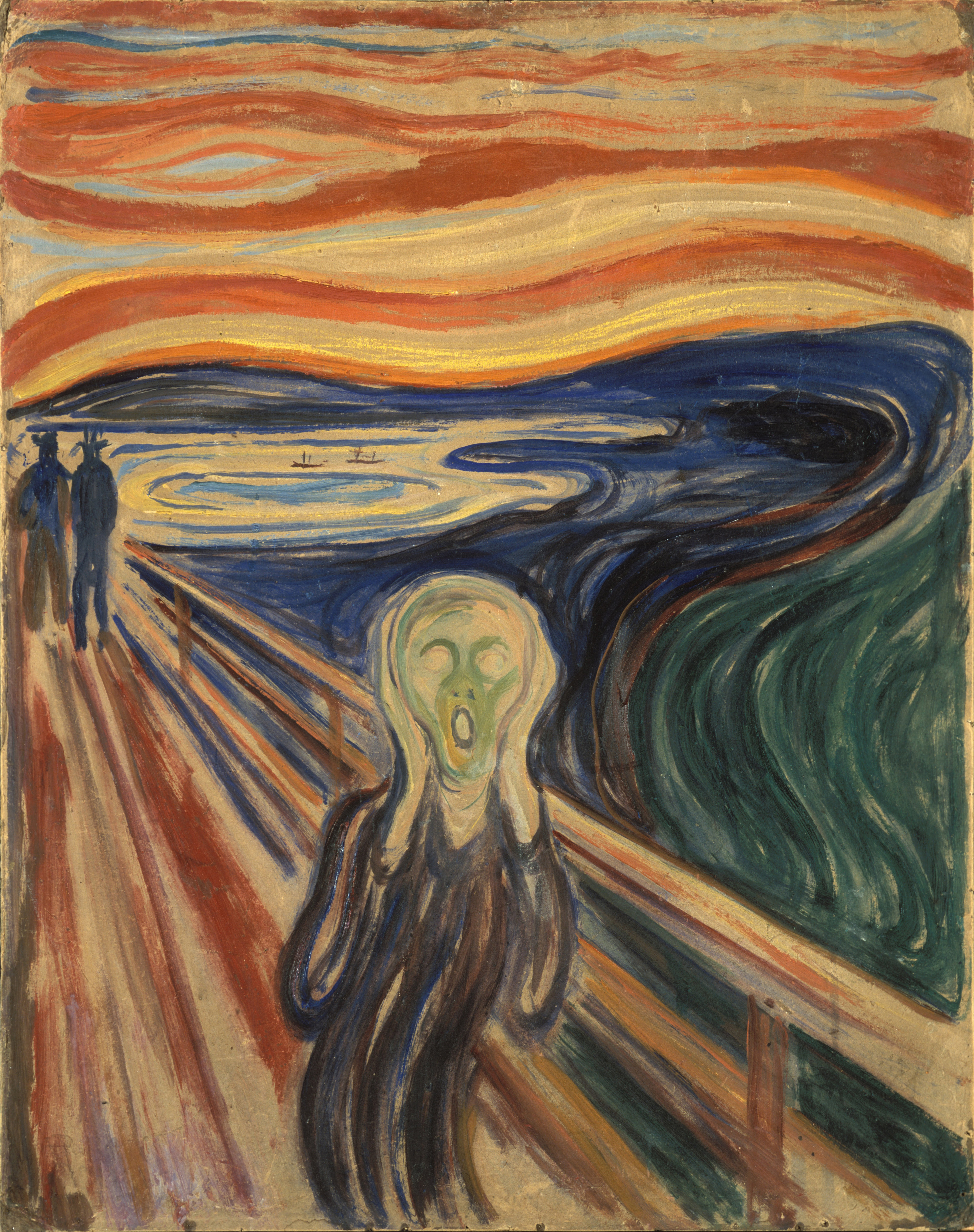
Der Schrei

In den vier mit Der Schrei betitelten Gemälden von Edvard Munch ist der Ausblick vom Ekeberg Richtung Oslofjord zu sehen.